# Городское поселение посёлок Ровеньки
Городско́е поселе́ние «Посёлок Ровеньки» — муниципальное образование в Ровеньском районе Белгородской области.
Административный центр — посёлок городского типа Ровеньки.

## История
Городское поселение «Посёлок Ровеньки» образовано 20 декабря 2004 года в соответствии с Законом Белгородской области № 159.

## Население
| 2010    | 2011    | 2012    | 2013    | 2014    | 2015    | 2016    | 2017    | 2018    |
| ------- | ------- | ------- | ------- | ------- | ------- | ------- | ------- | ------- |
| 10 886  | ↗10 917 | ↗10 932 | ↗10 965 | ↗11 070 | ↗11 195 | ↗11 347 | ↗11 374 | ↗11 399 |
| 2019    | 2020    | 2021    |         |         |         |         |         |         |
| ↗11 414 | ↘11 381 | ↗11 501 |         |         |         |         |         |         |

## Состав городского поселения
| №  | Населённый пункт | Тип населённого пункта      | Население |
| -- | ---------------- | --------------------------- | --------- |
| 1  | Двуреченка       | хутор                       | ↘4        |
| 2  | Зубков           | хутор                       | ↘4        |
| 3  | Ивановка         | село                        | ↘177      |
| 4  | Клиновый         | хутор                       | ↘162      |
| 5  | Лихолобов        | хутор                       | ↘78       |
| 6  | Озёрный          | хутор                       | ↘26       |
| 7  | Ровеньки         | пгт, административный центр | ↗10 939   |
| 8  | Стенки           | хутор                       | ↘0        |
| 9  | Шевцов           | хутор                       | ↘0        |
| 10 | Шияны            | хутор                       | ↘171      |

В 2001 году посёлок Молодёжный «городского поселения посёлок Ровеньки» включен в состав посёлка Ровеньки.